# Acer carolinianum
Acer carolinianum é uma espécie de árvore do gênero Acer, pertencente à família Aceraceae.